# Tú Phong
Tú Phong (chữ Hán giản thể: 秀峰区, bính âm: Xiùfēng Qū) là một quận thuộc địa cấp thị Quế Lâm, khu tự trị dân tộc Choang Quảng Tây, Cộng hòa Nhân dân Trung Hoa. Quận Tú Phong có diện tích 49 km², dân số 110.000 người. Chính quyền quận đóng tại đường Tây Phượng. Mã số bưu chính của Tú Phong là 541001. Về mặt hành chính, quận Tú Phong được chia thành 3 nhai đạo (Tú Phong, Lệ Quân và Giáp Sơn).